# ハプロケイルス
ハプロケイルス(Haplocheirus)はアルヴァレスサウルス上科に属す獣脚類恐竜の属の一つである。このクレードでは最も原始的な種と位置づけられる。また、既知では最古（約1億6千万年前）のアルヴァレスサウルス類でもあり、次に古い種とは約6300万年離れている。また、最古の鳥類であるアルカエオプテリクスよりも1500万年古い。ハプロケイルスは中国北西部ジュンガル盆地の石樹溝層で発見されたジュラ紀後期の標本に基づき、2010年に記載された。タイプ種はH. sollersであり、学名は「シンプルな手をした熟練者」という意味で、獲物を手で捕らえるといったような、他のアルヴァレスサウルス類には出来ない3本の指使った行動が出来たという仮説を反映したものである。

## 特徴

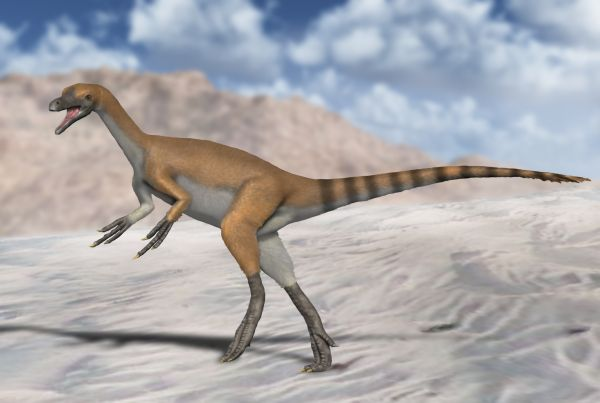
復元図

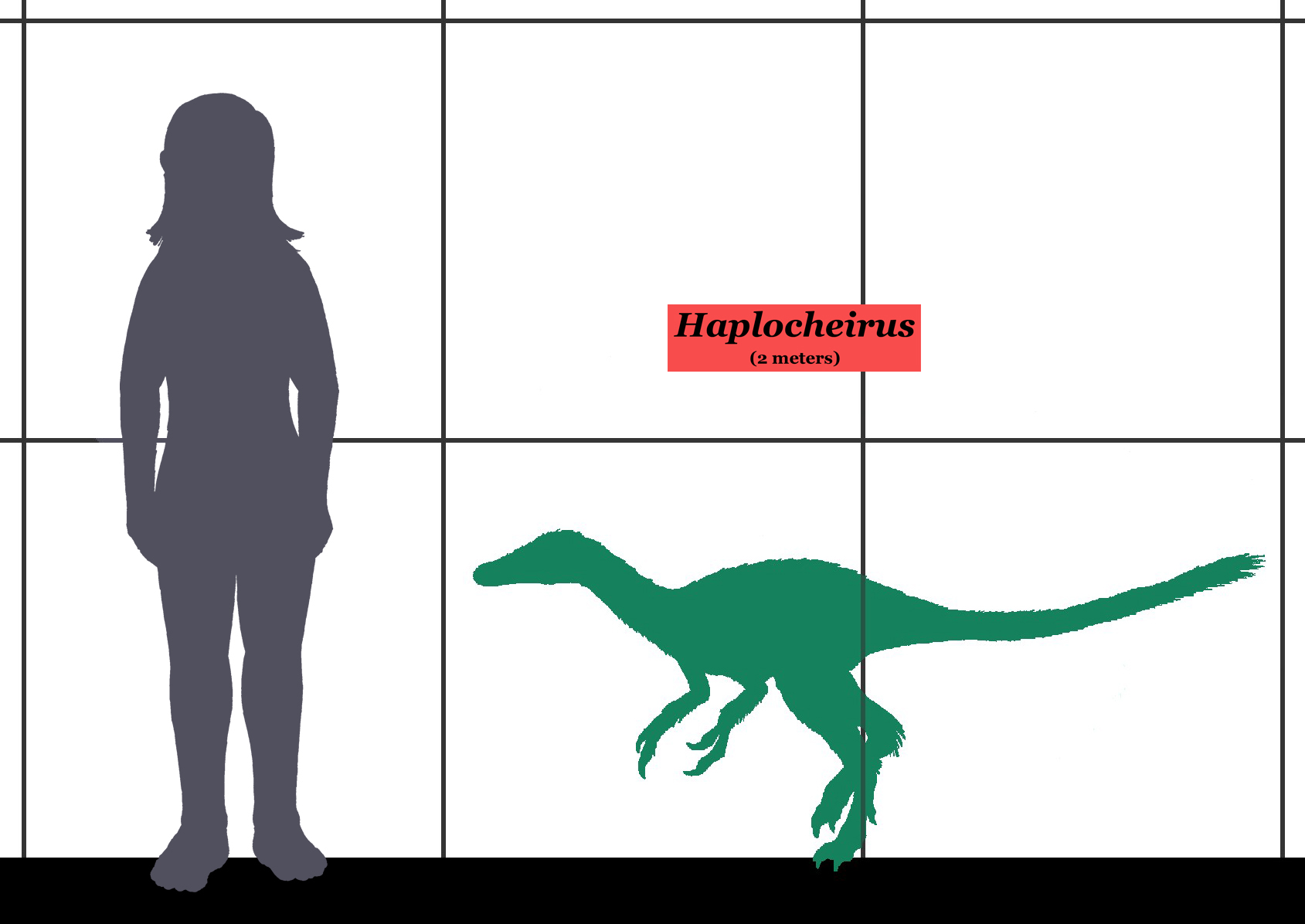
ヒトとの大きさ比較

ハプロケイルスは既知の明確にアルヴァレスサウルス類とされる種の中では最大であり、全長は2メートルほどで、体重は18キログラムだった。他のアルヴァレスサウルス類と同様に細長い第一指の鉤爪を持つ。一方で、他の派生的なアルヴァレスサウルス類ではその1本のみが顕著に大きく鉤爪があるのに対し、ハプロケイルスには他に2本の機能する指がある。脚が長く速く走ることが出来たと考えられる。

## 参照
1. 1 2  Choiniere, J. N.; Xu, X.; Clark, J. M.; Forster, C. A.; Guo, Y.; Han, F. (2010). “A basal alvarezsauroid theropod from the Early Late Jurassic of Xinjiang, China”. Science 327 (5965):  571–574. doi:10.1126/science.1182143. PMID 20110503.
2. ↑  Choiniere, J. (2010). Guest Post: Haplocheirus, the Skillful One Dave Hone's Archosaur Musings, April 23, 2011.